# Kapel van Kamppi
De Kapel van Kamppi (Fins: Kampin kappeli) of de Kapel van de Stilte (Hiljaisuuden kappeli) is een kerkgebouw, dat gelegen is aan het plein Narinkka in het district Kamppi van de Finse hoofdstad Helsinki.

## Beschrijving

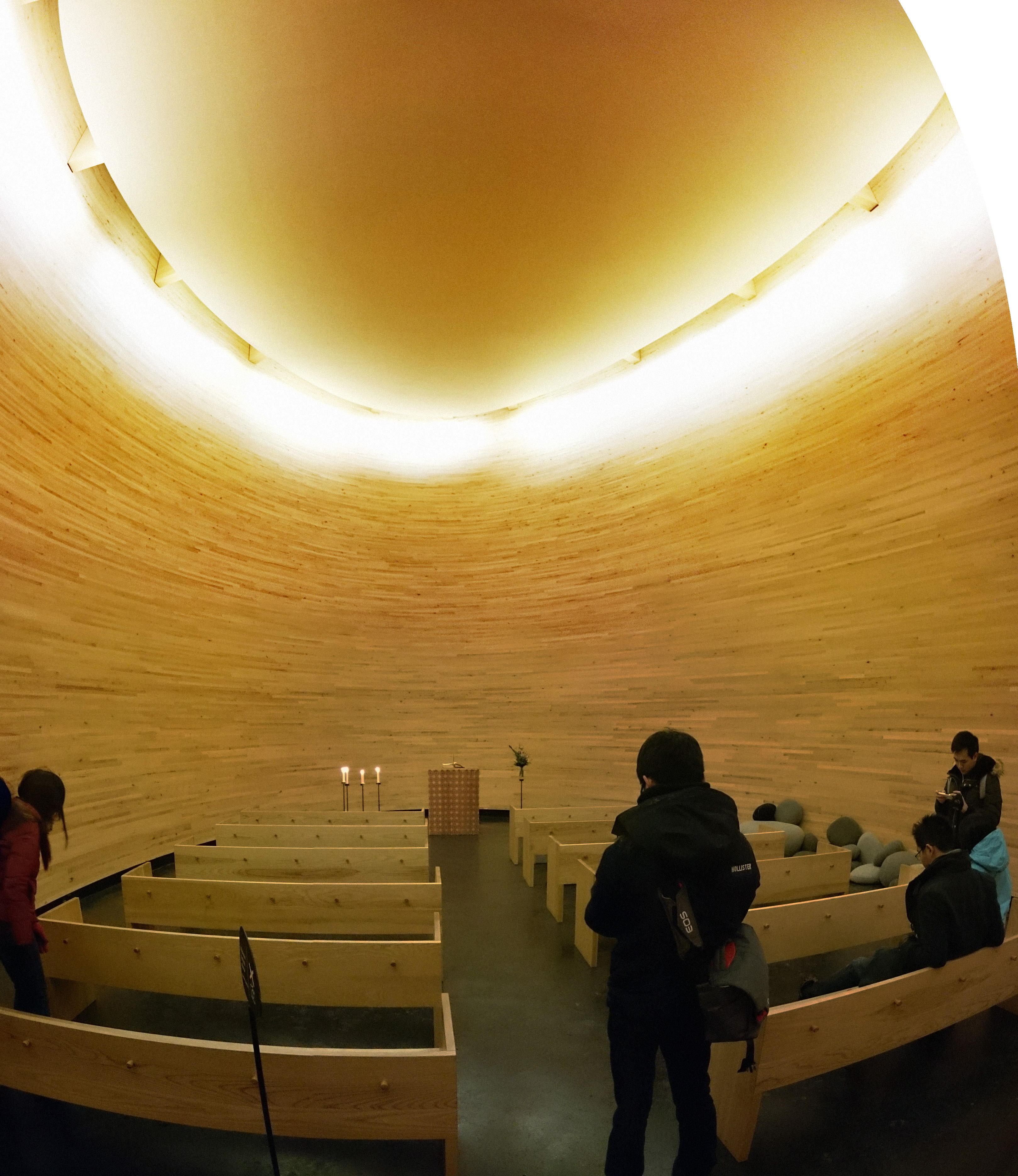
Interieur

De kapel werd ontworpen door Mikko Summanen, Kimmo Lintula en Niko Sirola van het architectenbureau K2S. Het gebouw is een voorbeeld van innovatieve houtarchitectuur en kreeg al snel veel aandacht, zelfs voordat het werd voltooid. Voor de bouw werd gebruikgemaakt van elzen-, vuren- en essenhout. Het gebouw heeft een oppervlakte van 352 m² en een hoogte van 11,5 meter.
De kapel werd op 1 februari 2012 geopend, toen Helsinki Wereldhoofdstad Design was.

## Gebruik
Erediensten of andere religieuze gebeurtenissen, zoals dopen of huwelijksceremonies, vinden er niet plaats. Het is voor alles een plek waar men de stilte kan vinden. De kapel is door de week geopend van 7:00 uur tot 20:00 uur en in de weekeinden van 10:00 tot 18:00 uur. Er is gelegenheid om medewerkers van de parochie of uit het maatschappelijk veld te ontmoeten. In het begin van januari 2013 waren er al meer dan 250.000 mensen die de kapel hadden bezocht.

## Prijs
Het ontwerp van de kapel werd door The Chicago Athenaeum onderscheiden met de International Architecture Award 2010, een prijs die wordt gegeven aan 's werelds meest opmerkelijke al dan niet gebouwde ontwerpen in de architectuur. Het netwerk CNN noemde het gebouw een architectonisch monument en meldde dat de kapel laat zien hoe hedendaagse architectuur op zijn best kan boeien en inspireren.